# Drapeau de la république socialiste soviétique d'Azerbaïdjan

Drapeau de 1952 à 1991

Le drapeau de la RSS d'Azerbaïdjan a été adopté pour la première fois en 1920, et était un drapeau rouge avec un croissant jaune et une étoile dans le coin supérieur gauche.
Dans une deuxième partie de 1921 à 1922, la république socialiste soviétique d'Azerbaïdjan a utilisé un drapeau rouge avec en jaune, ССРА, en caractères cyrilliques ("SSRA").
En 1937, le marteau et la faucille d'or ont été ajoutées dans le coin supérieur gauche, sous les caractères latins AzSSR dans un empattement à la place des caractères cyrilliques.
Une troisième version a été publiée en 1940, et avait substitué par AzSSR sa version cyrillique АзССР.
La dernière version du drapeau a été adoptée par la RSS d'Azerbaïdjan, le 7 octobre 1952. C'était le drapeau de l'Union soviétique, avec une bande bleue horizontale en bas.

Drapeau de 1920 à 1921
Drapeau de 1937 à 1940
Drapeau de 1940 à 1952